# НЛО виђења у Канади
Ово је попис наводних виђења неидентификованих летећих објеката у Канади.

## Језеро Фалкон, 1967.
Стефан Микалак је изјавио како је 19. маја 1967. на језеру видео 2 летећа тањира.

## Шаг Харбоур, 1967.
У ноћи 4. октобра 1967. око 11 сати увече, објављено је како се нешто срушило у залив Мејн близи Шаг Харбоура. Најмање 11 људи је видело летећи објекат како пада у залив.

## Принс Џорџ, 1969.
Дана 1. јануара 1969. у граду Принс Џорџ у Британској Колумбији, 3 особе су пријавиле како су у касним поподневним сатима на небу видели округли објекат жуто-наранџасте боје.

## Јужна Манитоба, 1975—1976.
Доста је људи у Манитоби видело црвене НЛО-е у 1975. и 1976..

## Кларенвиле, 1978.
У октобру 1978, наводно је виђен летећи тањир изнад луке Кларенвиле. Локални грађани су пријавили случај полицији. Када је полиција стигла још увек су могли видети НЛО. На небу је био видљив око 1,5 сат.

## Монтреал, 1990.
Дана 7. новембра 1990. у Монтреалу сведоци су пријавили како су на небу видели метални објекат изнад хотелског базена широк око 540 m. На небу је био видљив 3 сата, од 7 до 10 сати. Кретао се према северу.